# Moïse Katumbi Chapwe

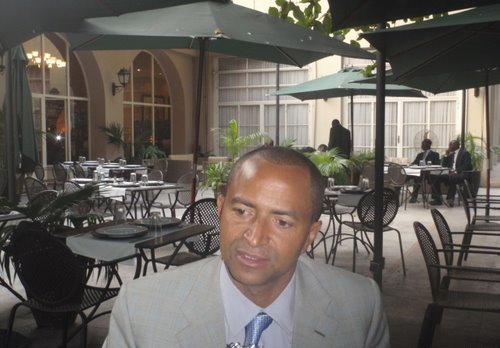
Moïse Katumbi Chapwe en 2010

Moïse Katumbi Chapwe (nacido el 28 de diciembre de 1964) es un político y empresario congoleño. Fue el gobernador de la provincia de Katanga, situada en el sur de la República Democrática del Congo, desde 2007 a septiembre de 2015. Fue miembro del Partido del Pueblo para la Reconstrucción y la Democracia (PPRD) hasta el 29 de septiembre de 2015. Ha sido descrito como «probablemente el segundo hombre más poderoso de la República Democrática del Congo después del presidente, Joseph Kabila» y fue nombrado «Personalidad africana de 2015» por Jeune Afrique. En diciembre de 2021, Moïse Katumbi lanzó oficialmente su partido político con vistas a las elecciones presidenciales de 2023.

## Vida privada
Moïse Katumbi es hijo de madre congoleña y padre griego sefardita, Nissim Soriano, quien huyó de Rodas entre las dos guerras mundiales, entonces controlada por la Italia fascista. Se instaló en Katanga, cerca del lago Moero. según varias declaraciones del bando presidencial, Moïse Katumbi tendría la nacionalidad zambiana.
Moïse Katumbi está casado con Carine Katumbi.

## Formación
Moïse Katumbi estudió en el instituto Kiwele de Lubumbashi y en la misión Kapolowe, donde obtuvo un diploma nacional, graduado en psicología.
Por entonces gestionaba la empresa de su hermano y comenzó otras actividades en Zambia, aprendió a hablar inglés y recibió cursos de administración empresarial.

## Carrera profesional
Es dueño de una serie de empresas en los sectores de minería, transporte y producción de alimentos y es uno de los hombres más ricos del país y la décima fortuna más grande de África. En 2016, The Economist lo llamó “el segundo hombre más poderoso de la República Democrática del Congo” después de su entonces presidente, Joseph Kabila.

### Carrera empresarial

#### Sector pesquero
Moïse Katumbi comenzó su carrera empresarial con la venta de pescado  obteniendo una primera ganancia de 40 dólares a la edad de 13 años. Después prosperó en el sector pesquero en el lago Moero como proveedor principal de la empresa minera estatal Gécamines.

#### Établissement Katumbi
Sus actividades se extendieron en Zambia y se diversificaron rápidamente a otros sectores: transporte, comercio, suministro de alimentos. En 2012 se sugirió como posible comprador de un equipo de fútbol israelí, Maccabi Netanya. Katumbi ya es propietario del equipo TP Mazembe de la República Democrática del Congo y varios equipos de football.
En 1987, creó un holding llamado Établissement Katumbi que integraba todas sus actividades en los sectores de la minería, el transporte y la distribución de alimentos.

#### Mining Company Katanga
Diez años más tarde, después de un período de diversificación, fundó MCK (Mining Company Katanga), que recuperó el 80% de la actividad minera de cobre y cobalto de Gécamines. El 9 de noviembre de 2015, la compañía francesa Necotrans compró MCK por una cantidad que no ha sido divulgada.

### Fútbol

#### TP Mazembe
Desde 1997, Moïse Katumbi es también el presidente del club de fútbol TP Mazembe de Lubumbashi. El equipo ha ganado cinco veces la Liga de Campeones de la CAF con sus últimas victorias en los años 2009, 2010, y 2015. El club también participó en la Copa Mundial de Clubes de la FIFA en 2010 en Abu Dabi (donde jugó la final) y en 2015 en Tokio.
El club hizo historia al convertirse en el primer equipo de África que rompió el dominio de Europa y América del Sur, al llegar a la final de la Copa Mundial de la FIFA, en la que perdió ante el Inter de Milán.
Moïse Katumbi también desarrolló un programa social de fútbol para involucrar y capacitar a los jóvenes en la provincia de Katanga (con más de 2.000 miembros hasta ahora)[cita requerida]. Katumbi también finalizó la construcción del estadio del TP Mazembe en 2011 con un coste de 35 millones de dólares.

#### Comisión Estratégica de la FIFA
Desde el 2 de enero del 2012, Katumbi es miembro de la Comisión Estratégica de la FIFA.

## Vida política
En 2006 y 2011, Moïse Katumbi apoyó a Joseph Kabila en sus campañas a la presidencia de la República Democrática del Congo. Sin embargo, como muchos otros, Katumbi se distanció públicamente de Kabila en 2015.
En un artículo de Reuters publicado el 13 de noviembre de 2015, Moïse Katumbi sugirió inmunidad de procesamiento para Kabila después de dejar el cargo «en un intento de convencer a Kabila de dejar el cargo cuando termine su segundo y último mandato electo en el año siguiente». Moïse añadió que, si Kabila dejase su cargo dentro del plazo constitucional, esto lo convertiría en el «padre de la democracia congoleña» y en un presidente muy apreciado por el pueblo congoleño.

### Diputado de la Asamblea Nacional
En 2006, fue elegido diputado en la Asamblea Nacional antes de ser elegido como gobernador de la provincia de Katanga en enero de 2007, al recibir 94 votos de un total de 102.

### Gobernador de Katanga
Poco después de tomar posesión como gobernador de Katanga, Moïse Katumbi prohibió la exportación de minerales en estado puro, lo que obligó a las principales compañías mineras a construir unidades de transformación en la provincia. Aumentó los impuestos locales de 80 millones de dólares a más de 3.000 millones de dólares, gracias a la lucha contra la corrupción y al aumento de las exportaciones de cátodo de cobre. Estos ingresos se utilizaron para construir escuelas, carreteras, hospitales y llevar agua potable a numerosas poblaciones pobres (del 3% al 67% con acceso a agua potable).
Según información de la Cámara de Minería, Moïse Katumbi aumentó la producción de cobre de 8.000 toneladas métricas en 2006 a más de 1 millón de toneladas en 2014. Su administración también construyó más de 1000 kilómetros de carreteras y redujo el precio del saco de harina de maíz de 45 a 10 dólares.
En 2013, y siguiendo la Constitución de su país, Moïse Katumbi anunció que no se presentaría a un segundo mandato como gobernador. Para las elecciones presidenciales de 2016, muchos observadores nacionales e internacionales lo ven como un potencial candidato y sucesor de Joseph Kabila.

### Front Citoyen 2016
El 29 de septiembre de 2015 dimitió como gobernador, después de que los líderes de siete partidos políticos fueran expulsados de la Mayoría Presidencial del Gobierno por escribir una carta abierta a Kabila en la que cuestionaban su intención de retirarse al final de su segundo mandato en 2016. Katumbi añadió que su dimisión del Partido Popular para la Reconstrucción y la Democracia le permitiría resaltar los intentos del gobierno nacional de desafiar a la constitución y retrasar las elecciones, así como recuperar su libertad de expresión y acción. En la misma declaración, anunció que se celebrarían importantes consultas entre los miembros de la sociedad civil con el fin de crear un movimiento republicano y democrático en el país. El 19 de diciembre de 2015, Moïse Katumbi se unió a otras 26 personalidades congoleñas de alto perfil en una coalición denominada «Front Citoyen 2016» (Frente Ciudadano 2016). La entidad se compromete a proteger la Constitución y a garantizar que se celebren las elecciones presidenciales de 2016.

## Premios y distinciones
El 15 de diciembre de 2012, la Millenium Excellence Foundation otorgó a Katumbi su premio «Black Star of Africa 2012» en Nairobi, Kenia. La distinción reconoce sus logros y su papel como defensor del buen gobierno de África.
En enero de 2015, Moïse Katumbi también recibió el premio a «Líder Futbolístico del Año» otorgado por la Confederación Africana de Fútbol.
El 22 de diciembre de 2015, Moïse Katumbi fue nombrado «Personalidad africana de 2015» por Jeune Afrique, la revista panafricana más importante.